# Momčilo Mrkaić
Momčilo Mrkaić (Trebigne, 21 settembre 1990) è un calciatore bosniaco, attaccante dello Sloga Doboj.

## Carriera

### Club
Il 1º luglio 2019 viene acquistato a titolo definitivo dalla squadra serba dello Javor Ivanjica.

## Palmarès

### Competizioni nazionali
- Coppa di Serbia: 1

Vojvodina: 2019-2020